# フィーバーパチリーグ
フィーバーパチリーグは、2002年5月にSANKYOが発売した、タッチセンサーが初めて搭載された野球をモチーフにしているパチンコ機のシリーズ名。CRフィーバーパチリーグSP、CRフィーバーパチリーグGP、フィーバーパチリーグDXの3機種がある。

## 概要
液晶型のデジパチ。野球がモチーフとなっており、ピッチャーの投球からゲームは始まり、ボールを投げたら視点はバッターへ切り替わる。ピッチャーとバッターそれぞれに専用予告がある。史上初のタッチセンサーが搭載された機種で、代打など様々なタイミングで選択を迫られるのが特徴である。
CR機は確変機だが、大当たり図柄で確変と通常が振り分けられているのではなく、大当たり後の確変抽選アクションで決定される。確変突入率は1/2で、12種類ある大当たり図柄のうち「7」図柄は確変突入が確定だが、他の図柄は確変になりやすい図柄と、なりにくい図柄がある。
現金機は、大当たり図柄に関係なく150回の時短に突入する。大当たりラウンドは8ラウンドと16ラウンドあり、抽選によっていずれかのラウンド数が振り分けられる。
確変突入率1/2機種として、ビスティから2002年に発売されたフィーバークエストなどがある。
CR機の確変抽選アクションでは、「ムサシ」「ミヤちゃん」「バーク•レーツ」の3人の打者から、プレイヤーは自分の好きなキャラクターを選ぶことが可能である。
選んだキャラクターがホームランを放てば確変に突入し、打ち返すことができなければ通常大当たりとなる。
打つ前に確変が確定するプレミアムパターンも存在する。選択できる打者に夢夢ちゃんがいた場合は、その時点で確変突入が確定する。夢夢ちゃんを含めどの打者を選んだ場合でも必ず打ち返してホームランを放つ。他には、同じ打者が2人いるパターンと、打率10割•HR77本の選手がいた場合もプレミアムパターンで、夢夢ちゃんが登場するパターン同様にどの打者を選択しても必ずホームランになり、確変突入が確定する。。
様々な演出時に使用するタッチセンサーの名称は「パチセンサー」である。センサー部分は、液晶上に配置されているクマちゃんの左右で、厚いガラスを隔てても感知は良好である。タッチセンサーでゲーム性や演出の選択が出来る本機は、台枠のボタンでゲーム性や演出を選択する機種より前に導入されており、当時は画期的であった。
プロ野球とソフトボール編のいずれかの演出を選択することも可能となっており、SANKYOキャラが登場するオールスター編が登場することもある。プロ野球とソフトボール編のどちらを選択しても、予告やリーチアクションは同じものとなっている。

## スペック
- CRフィーバーパチリーグSP
  - 賞球数 5&12&15
  - 大当たり最高継続 15R（10カウント）
  - 大当たり確率 1/315.5
  - 確変中大当たり確率　1/63.1
  - 確変突入率　1/2
- CRフィーバーパチリーグGP
  - 賞球数 5&12&15
  - 大当たり最高継続 15R（9カウント）
  - 大当たり確率 1/315.5
  - 確変中大当たり確率　1/63.1
  - 確変突入率　1/2
- フィーバーパチリーグDX
  - 賞球数 5&10&13
  - 大当たり最高継続 16R（10カウント）
  - 大当たり確率 1/216.5
  - 時短回数　150回

## 図柄
- 1
- 2
- 3
- 4
- 5
- 6
- 7
- 8
- 9
- 10
- 11
- 12

## 演出
予告演出は全9種類あり、最も信頼度が高いパターンは「連続疲労」発生時にリーチに発展した場合である。この連続疲労予告はリーチに発展することなく終わることが大半で、演出が続いてもガセで終わることが多い。他の予告演出と複合するパターンもあり、その場合はリーチに発展する可能性が上がり、大当たりにも期待が出来る展開となる。
予告演出には発生した時点でリーチやスーパーリーチが確定するものもある。

- 連続疲労
  - ピッチャーが汗をかきゼエゼエと息を切らす演出で、リーチに発展すれば大チャンスとなる。
- チアガール
  - 回転直後にチアガールが現れればリーチ発展のチャンスとなる。出現率が最も高い予告なので、あまり期待はできないがニヤリと複合すればリーチ確定となる。
- ニヤリ
  - ピッチャーが投球の前に不敵な笑みを浮かべるリーチ予告で、出現率が高い演出となっているので大きな期待は持てない。
- 連続歓声
  - クマちゃんがラッパを鳴らして応援を盛り立てる予告で、基本的に発生直前の入賞分が回転するまで連続する。ガセもあるがスーパーリーチまで発展すればかなり期待できる。
- 初球ボール→フルカウント
  - 初球がボールならリーチ発展率がアップ。さらにフルカウントまでもつれてリーチになればスーパーリーチが確定する。2ストライク目がチップなら必ず分身魔球リーチに発展する。
- スベリ･戻り
  - 右出目が左出目の前後1コマで止まった場合に限り発生の可能性がある。発生すれば必ずリーチになるが、信頼度はアップせず、単体ではノーマルハズレも珍しくない。
- 初球打ち
  - バッターが1球目からバットを振ればスーパーリーチが確定する。単体では期待大とまではいかないが、連続疲労などと複合すると大チャンスとなる。
- クマウェーブ
  - クマちゃんがバッターの手前をウェーブしながら通過する予告。出現すればスーパーリーチが確定な上、信頼度も大幅にアップする。唯一、予告演出の中で単体でも期待が持てる激熱予告となる。[5]

リーチ演出はプレミアムパターンを除けば全5種類あり、スーパーリーチはどの演出も選択画面を挟めば大当たり信頼度がアップするようになっている。

この選択画面の出現率は魔球系のスーパーリーチで発生することが多い。魔球系のスーパーリーチの選択画面は、ピッチャーが投げてくる球種を予想し、選択出来るものとなっている。

表示される球種パターンによって、予想的中率や大当たり信頼度が異なってくるという特徴がある。
- ノーマルリーチ
  - テンパイ後に投手の様子に変化がなければノーマル。打ち返したボールがスタンドインすれば大当たりとなる。
- バントリーチ
  - 主人公が1塁に駆け出せばバント。後続の打者がボールを打ち返して中出目を進めていく。途中で監督のカットインがあれば激熱の代打選択が可能になる。
- 炎の魔球リーチ
  - テンパイ時にマウンドが炎に包まれれば発展。魔球を打ち返せば炎に囲まれた中出目がコマ送りで進んでいく。
- 分身魔球リーチ
  - テンパイ時にピッチャーが3人に分身すれば発展。魔球を打ち返せばリーチ図柄が増えてトリプルリーチに発展する。
- 氷の魔球リーチ
  - 球場が氷で覆われれば発展。魔球を打ち返せば、2つの氷の中から大当たりの入った方を当てる究極の2択ゲームに発展する。

発生した時点で大当たりが確定するプレミアムパターンがいくつか存在する。
- 大当り直撃ボタンリーチ
  - 特定のハズレ目から発展するリーチで、発展した時点で大当たりが確定する。その後は、プレイヤーが画面をタッチする演出が発生し、赤Vが停止したら確変大当たりで、青Vが停止したら通常大当たりとなる。
- デッドボールリーチ
  - ピッチャーの投げた球が打者に直撃する演出で、フルカウント予告からのみ発展の可能性がある。発展すれば確変確定のプレミアムだが、出現率は低い。
- いきなりホームランリーチ
  - 左右がバラケ目であるにもかかわらず、中出目のボールを打ち返せばプレミアム。必ず大当たりとなり、確変も確定する。
- シロクマ•アザラシ出現（氷の魔球リーチ）
  - 氷の魔球で2択をハズした際、シロクマやアザラシが現れて、ハズレ出目を大当たりに変えてくれる。
- 「激熱」•ドラムくん出現（バントリーチ）
  - 代打登場時に「激熱」の2文字が表示されればその時点で確変大当たりが確定する。また、選べる代打がドラムくんだった場合もプレミアム。[6][3]

大当たりが確定するプレミアムリーチを搭載している機種として、ビスティから2000年に発売されたフィーバーラッキーマジックなどがある。

## コンシューマ移植
- FEVER 6 SANKYO公式パチンコシミュレーション(PlayStation 2用)
  - 『FEVER 6 SANKYO公式パチンコシミュレーション』(PlayStation 2用、インターナショナルカードシステム、2002年11月7日発売、SLPS-25117、JAN-4997940211121)にCRフィーバーパチリーグSP･CRフィーバーパチリーグGP･フィーバーパチリーグDXが収録。